# Duca Xiao di Qi
Xiao di Qi, in cinese: 齊孝公; in pinyin: Qí Xiào Gōng (... – 633), è stato un militare cinese regnante di Qi dal 642 al 633 a.C., durante il Periodo delle primavere e degli autunni dell'antica Cina.
Il suo nome personale era Lü Zhao (呂昭), nome ancestrale Jiang (姜), e duca Xiao fu il suo titolo postumo. Noto come principe ereditario Zhao prima della sua ascesa al trono.

## Famiglia
Il padre del duca Xiao era il duca Huan di Qi, che fu il primo dei Cinque Egemoni, i più potenti tra i governanti cinesi durante il periodo delle primavere e degli autunni. Il duca Huan ebbe almeno tre mogli da cui non ebbe figli, sei concubine favorite e altri dieci figli. Il duca Xiao era allora conosciuto come principe ereditario Zhao, e sua madre era Zheng Ji, principessa dello Stato di Zheng. Cinque altri figli del duca Huan si contendevano il trono: il principe Wukui, il principe Pan (poi Duca Zhao), il principe Shangren (poi duca Yi), il principe Yuan (poi duca Hui) ed il principe Yong.

## L'ascesa al trono
Quando il duca Huan morì nel 10º mese del 643 a.C., sei principi si combatterono l'uno con l'altro per il trono. Dopo due mesi di combattimenti Wukui prevalse e ascese al trono il 12º mese. Il principe della corona Zhao fuggì nello Stato di Song. Durate questo periodo (67 giorni) il corpo del duca Huan attese di essere sepolto ed era stato praticamente abbandonato al punto che i vermi uscivano regolarmente dalla stanza dove era stato riposto.
Wukui sedette sul trono per soli tre mesi prima di essere ucciso. Nel 3º mese del 642 a.C., il principe Zhao tornò con un esercito del duca Xiang di Song. La popolazione di Qi uccise Wukui per installare il principe Zhao sul trono, ma i sostenitori di ciascuno dei quattro altri principi attaccarono contemporaneamente e costrinsero il principe Zhao a ritirarsi verso lo Stato di Song. Due mesi più tardi, l'esercito di Song tornò e sconfisse le forze dei quattro principi, ed il principe Zhao infine poté ascendere al trono, divenendo noto come duca Xiao di Qi.

## Regno
Nel 637 a.C. il duca Xiao tenne una conferenza coi capi degli stati di modo da riconfermare l'egemonia dello stato di Qi sugli altri stati locali. Ad ogni modo, il duca Xiang di Song si rifiutò di riconoscere l'egemonia di Qi in quanto aspirava a divenire egemone lui stesso. Il duca Xiao attaccò lo Stato di Song per punire il duca Xiang della sua disobbedienza, anche se il duca Xiang di Song era stato tra coloro che lo avevano aiutato nella sua ascesa al trono sei anni prima.
Il duca Xiao regnò per dieci anni. Morì nel 633 a.C., il principe Kaifang (開方) di Wey, che era stato uno degli ufficiali più fidati del duca Huan, uccise il figlio del duca Xiao ed aiutò il principe Pan a usurpare il trono. Il principe Pan divenne noto da postumo come duca Zhao di Qi.